# Batalha das Flores (1591)
A Batalha das Flores foi um recontro naval que se feriu no contexto da Guerra Anglo-Espanhola (1585-1604), em agosto de 1591 ao largo da ilha das Flores, no arquipélago dos Açores, entre uma frota de 22 navios da Inglaterra, sob o comando de Sir Thomas Howard e uma frota de 63 navios da Espanha, sob o comando de Alonso de Bazán, irmão de D. Álvaro de Bazán.
A armada inglesa fora enviada para a altura dos Açores com o objetivo de capturar a frota da prata, mas foi surpreendida na altura das Flores por uma esquadra espanhola superior em efetivo. Howard ordenou que as suas embarcações retirassem rumo ao norte, poupando-as, exceto o galeão "Revenge", que, surpreendido, ficou separado do resto da frota. Após uma batalha que durou até à manhã seguinte, fora de ação, o "Revenge" rendeu-se.

## História

### Antecedentes
De forma a impedir uma recuperação naval espanhola após o episódio da Invencível Armada (1588), Sir John Hawkins propôs um bloqueio naval dos recursos espanhóis oriundos da América através de um patrulhamento constante no meio do oceano Atlântico visando interceptar as frotas espanholas da prata. Para interceptar a frota de 1591 foram então organizadas em Inglaterra duas armadas: uma comandada pelo conde de Cumberland, era composta por um galeão e sete outros navios menores; a segunda, comandada por Thomas Howard, compunha-se de sete galeões e seis naus de particulares, além de um número indeterminado de outras embarcações.
No Verão de 1591 essa comissão estava a ser executada pelo "Revenge", sob o comando de Sir Richard Grenville. Para cobrir a chegada da frota das Índias e escoltá-la até à Espanha, haviam entretanto sido organizadas em Espanha duas armadas: uma de cinco galés, capitaneada por D. Francisco Coloma, encarregada de patrulhar a costa portuguesa entre as Berlengas e o cabo de São Vicente; outra capitaneada por D. Alonso de Bazán, apoiado pelos comandantes Martín de Bertendona e Marcos de Aramburu, constituída por 45 galeões, naus e outros navios menores, destinada a ir aos mares dos Açores buscar a dita frota das Índias. À última hora juntaram-se à armada de Bazán oito navios portugueses sob o comando de D. Luís Coutinho. Na Primavera de 1591 a armada do conde Cumberland fizera-se ao mar com destino aos Açores. Ao largo da costa portuguesa capturara uma nau, uma zabra e uma caravela. Porém, poucos dias depois, fora interceptado pelas galés de D. Francisco Coloma, que não só lhe conseguiram recuperar duas das presas como também lhe afundaram uma das naus. Provavelmente devido às avarias e baixas sofridas neste combate, Cumberland resolveu regressar à Inglaterra. No entanto, à passagem pela Corunha, tendo tido conhecimento da grande armada de Bazán, que nesse momento se fazia ao mar, e sabendo que Howard estava a caminho dos Açores, teve a iniciativa de enviar um navio em busca da frota de Howard a fim de o avisar do perigo que este corria face à armada de Bazán que também para os mares dos Açores se dirigia. Bazán estava ciente de que a frota inglesa patrulhava ao largo do norte dos Açores e acabou por descobri-la fundeada na ilha das Flores no final da tarde de 30 de agosto. A frota de Howard foi apanhada a fazer reparos, enquanto as suas tripulações, em que muitos elementos padeciam de uma epidemia de febre, descansavam em terra. D. Alonso de Bazán tinha regulado a marcha da sua armada de forma a chegar às Flores ao romper do dia, de modo a apanhar os ingleses fundeados e cair sobre eles de surpresa, mas o navio vice-almirante, comandado por Sancho Pardo, perdeu o seu gurupés, causando o atraso do ataque.

### A batalha
Não foi antes das cinco horas da tarde do dia 31 de agosto que as embarcações de Bazán se precipitaram pelo canal que separa a ilha das Flores da do Corvo.
Howard, alertado da chegada dos luso-espanhóis, levantou ferros e manobrou para escapar para o mar aberto, deixando a frota de Bazán por bombordo. Uma breve troca de tiros de artilharia teve lugar entre ambas as frotas, antes que se separassem. Estranhamente, o galeão "Revenge", comandada ̟pelo vice-almirante da armada, Sir Richard Grenville, não acompanhou a manobra dos seus compatriotas, permanecendo fundeado. A hipótese mais geralmente aceite para explicar este procedimento é a de que Grenville, tendo muita gente em terra, tenha ficado à espera que reembarcassem. Como consequência, quando finalmente içou âncora, largou o pano e se pôs em movimento, provavelmente rumo a sul, já os navios de Bazán estavam em cima dele, pelo que não lhe foi possível evitar o combate. Entretanto o "HMS Defiance", navio almirante de Howard, recebeu o fogo pesado da "San Cristóbal", sob o comando de Aramburu, antes de se retirar da batalha.
Após um curto duelo de artilharia à queima-roupa, a primeira nau espanhola que aferrou o "Revenge" foi a  "San Felipe", sob o comando de D. Claudio de Viamonte. Viamonte abordou o galeão inglês, mas sofreu o infortúnio da perda do seu gancho de abordagem após a passagem de apenas 10 homens para bordo da embarcação inimiga. Pouco depois, a "San Bernabé", de Martín de Bertendona conseguiu o mesmo, pelo outro bordo, desta vez com sucesso, e conseguiu resgatar sete sobreviventes da "San Felipe". O engajamento da "San Bernabé" foi decisivo para o destino do "Revenge", uma vez que o vaso inglês perdeu a vantagem estratégica do emprego de suas armas de longo alcance. De modo inverso, o pesado fogo de mosquetaria da infantaria espanhola forçou os atiradores ingleses a abandonar os seus postos para responder ao ataque.
Ao crepúsculo, tendo dispersado a maior parte da frota inglesa, a "San Cristóbal", de Marcos de Aramburu, dominou o "Revenge" sob o seu castelo de popa, colocando a bordo do navio inglês uma segunda vaga de abordagem, que lhe capturou a bandeira. Os soldados espanhóis foram entretanto repelidos para a área do mastro principal, antes que se conseguissem retirar sob o fogo de mosquetaria pesada feito do castelo de popa. A meter água e com a proa avariada, a "San Cristóbal" viu-se forçada a afastar-se. Pouco depois foi a vez da "San Bernabé" e da "San Felipe", muito avariadas e com baixas elevadas na sua tripulação, também se afastarem. Foi então a vez de se chegarem ao "Revenge" a nau biscainha "Asunción" de D. Antonio Manrique e o galeão português "La Serena" de D. Luís Coutinho. Atacando ao mesmo tempo, o combate renovou-se, continuando os ingleses a opor uma resistência desesperada a todas as tentativas dos adversários para penetrarem no seu navio. Desde o começo do combate, a armada de Bazán interpusera-se entre a armada de Howard e o "Revenge", pelo que Howard se viu impossibilitado de o socorrer, embora logo no início do combate a nau "George Noble" tenha tentado aproximar-se do "Revenge". Pelas 23h00 Grenville estava seriamente ferido e viu-se forçado a recolher-se ao interior do navio. Durante o resto da noite prosseguiu o combate sem que nenhum dos antagonistas desse parte de fraco. Ao nascer do dia o "Revenge" estava completamente destroçado e desmastreado. Sendo informado de que a pólvora se tinha praticamente esgotado, Grenville deu ordem para afundarem o navio. Mas os oficiais que ainda estavam vivos discordaram e convenceram-no a aceitar a rendição. Por essa altura, da sua guarnição de 250 homens só restavam 60 em condições de pegar em armas e, mesmo assim, todos eles feridos. Após a rendição do "Revenge", quase que um novo combate se iniciava entre biscainhos e portugueses, pois ambos disputavam a honra de terem sido eles quem havia quebrado a obstinada resistência dos ingleses! Mas a disputa durou pouco, porque tanto o navio de Manrique como o de Coutinho tinham ficado com os cascos arrombados devido às pancadas recebidas do "Revenge" enquanto estiveram aferrados e, apesar dos esforços das suas guarnições, acabaram por afundar.

### Conclusão
As perdas totais de espanhóis e portugueses no combate elevaram-se a cerca de 100 mortos e um número muito maior de feridos. Apesar do danos infligidos por Grenville, os sobreviventes do "Revenge" foram tratados pela armada espanhola com honra. Grenville, faleceu dois dias depois dos ferimentos recebidos. A frota espanhola da prata, que tinha sofrido fortes temporais e que vinha bastante destroçada, chegou às Flores no dia seguinte ao do combate, tendo-se encontrado com a de Bazán logo depois, acabando por chegar a Sevilha. Entretanto foram colhidos por uma violenta tempestade que se estendeu por uma semana, durante a qual o "Revenge" e 15 navios de guerra e mercantes espanhóis se perderam. O "Revenge" afundou com uma tripulação mista de 70 espanhóis e prisioneiros ingleses perto da ilha Terceira, na posição aproximada de 38° 46′ 9″ N e 27° 22′ 42″ W quando era rebocado para Ponta Delgada. A captura e afundamento do "Revenge" constituiu um duro golpe para a Marinha Real Inglesa uma vez que, construído em 1577, era exemplo da mais moderna tecnologia de construção naval da época. Sob o ponto de vista estratégico a campanha naval de 1591 resultou claramente numa vitória luso-espanhola. Sob o ponto de vista tático não se pode dizer o mesmo. Surpreende que tantos navios espanhóis e portugueses, tendo estado lado a lado com o "Revenge" durante cerca de 12 horas, não o tenham querido (ou podido) incendiar, limitando-se a aceitar um combate de mosquete e abordagem que, obviamente, dava vantagem aos defensores.
A batalha, contudo, marcou o ressurgimento do poder naval ibérico, comprovando que as possibilidades inglesas de interceptação e captura de uma frota de tesouro bem defendida eram remotas.
Ela também permitiu entrever o que poderia ter acontecido na batalha de Gravelines (1588) se D. Alonso Pérez de Guzmán el Bueno y Zúñiga (1550-1615), duque de Medina-Sidonia, tivesse conseguido engajar os navios ingleses em combate com a Invencível Armada, e se as balas da artilharia espanhola tivessem sido eficazes, manufaturadas que foram em diversas regiões do Império Espanhol, e assim de diferentes formas e tamanhos, o que comprometeu o seu emprego.
O combate do "Revenge" passou a ser considerado pelos ingleses como um símbolo da coragem e da tenacidade dos seus marinheiros. O poeta inglês Alfred Tennyson (1809-1892) imortalizou a batalha e o arquipélago no poema "The Revenge. A Ballad of the Fleet" (1880):
| “ | At Flores, in the Azores, Sir Richard Grenville lay / And a pinnace, like a flutter'd bird, came flying from far away. | ” |

Referindo-se ao combate o historiador Laird Clowes registou: "... Greynville ... imortalised himself by a defense such as has never, either before or since, been witnessed upon the sea!" ("Greynville imortalisou-se com uma defesa como nunca antes ou depois foi vista no mar!"). Foi sem dúvida um combate notável, mas que não merece maiores elogios do que o travado pelo galeão português "São Filipe" em Gravelines, a 8 de agosto de 1588, em que combateu sozinho durante várias horas contra 18 navios ingleses, nem o que viria a travar a nau "Chagas", a 22 de agosto de 1594, ao largo da ilha do Faial, com três naus inglesas, durante muitas horas, acabando por ir ao fundo sem se render, apenas para referir combates travados entre portugueses e ingleses durante esta guerra.
Em 1971 o explorador britânico Sydney Wingall planeou realizar uma expedição internacional aos Açores para localizar os destroços do "Revenge", mas a campanha, uma das primeiras a chamar a atenção para a importância da arqueologia subaquática no arquipélago, jamais chegou a materializar-se.